# Arent van Corlaer

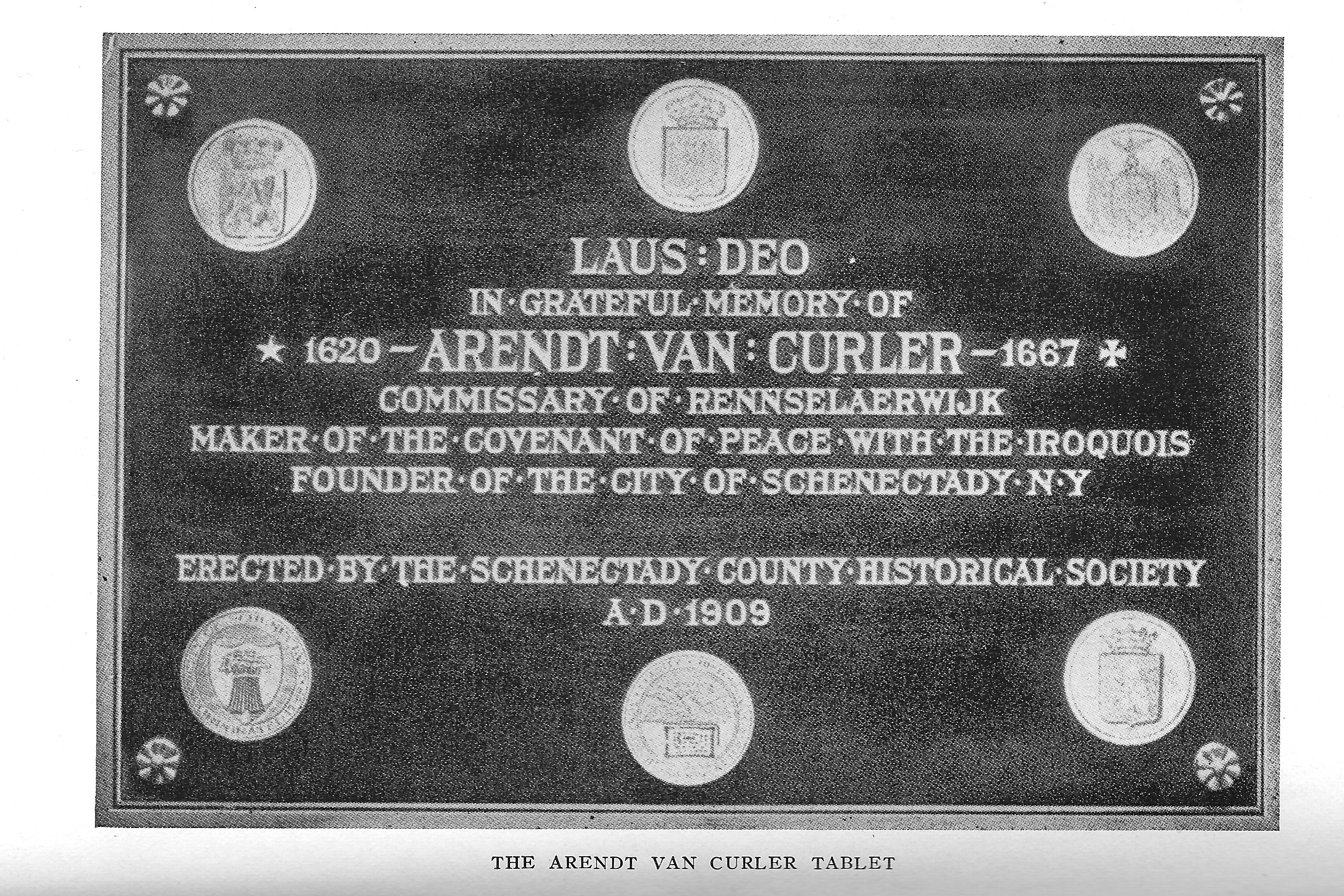
Bronzen plaquette ter herinnering aan Arent van Corlaer in de Grote Kerk van Nijkerk

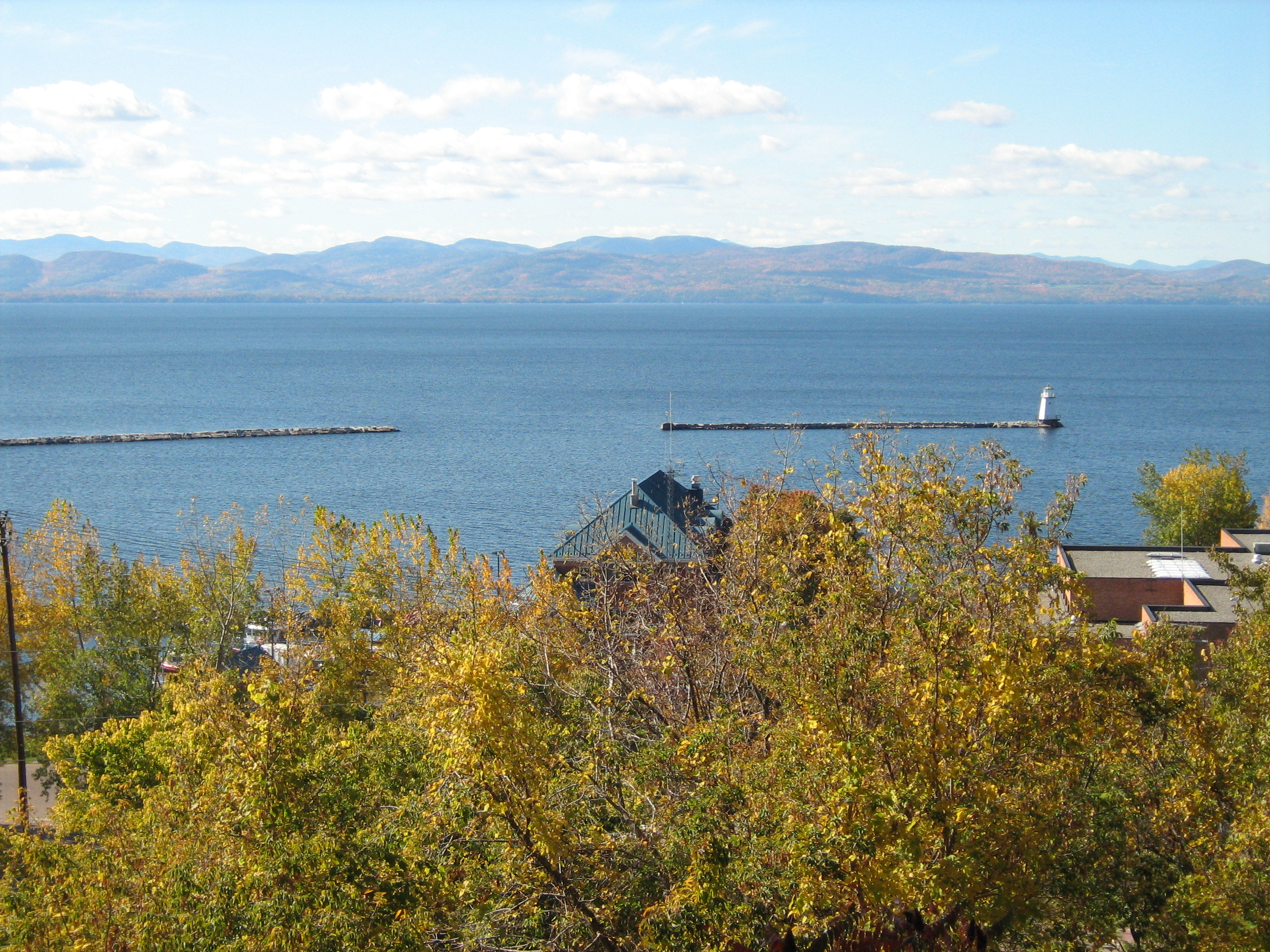
Lake Champlain

Arendt van Corlaer (oorspronkelijk Curler, verbasterd tot Cuyler; 6 februari 1620 – 1667) was een commies en schout die in opdracht van Kiliaen van Rensselaer naar Rensselaerswijck vertrok. Hij is de stichter van de kolonie Schenectady in Nieuw-Nederland in Noord-Amerika. Door de indianen werd hij Corlaer genoemd.

## Biografie
Arent van Curler zou gestudeerd hebben aan de Hogeschool van Harderwijk.
In 1637 ging de 18-jarige (?) uit Nijkerk afkomstige Arendt van Curler als boekhouder, secretaris en schoolmeester (?) naar Nieuw-Nederland. Pas in het voorjaar van 1638 vertrok hij naar Rensselaerswijck, waar 26 families woonden, boeren en handwerkslieden. Van Curler kreeg te horen van zijn oom dat hij zijn correspondentie niet twee keer behoefde te dateren. Hij moest helder en niet schoolmeesterachtig schrijven.
In 1639 liet de West-Indische Compagnie het monopolie op de pelshandel vervallen. In 1640 werd er kristal ontdekt en Van Curler moet Van Rensselaer de goede verzending waarborgen. In 1641 stuurde Van Rensselaer Adriaan van der Donck op Van Curler op te volgen als schout.
In 1642 reisde hij naar het gehucht Auriesville om Isaäk Jogues, een jezuïet, vrij te krijgen.

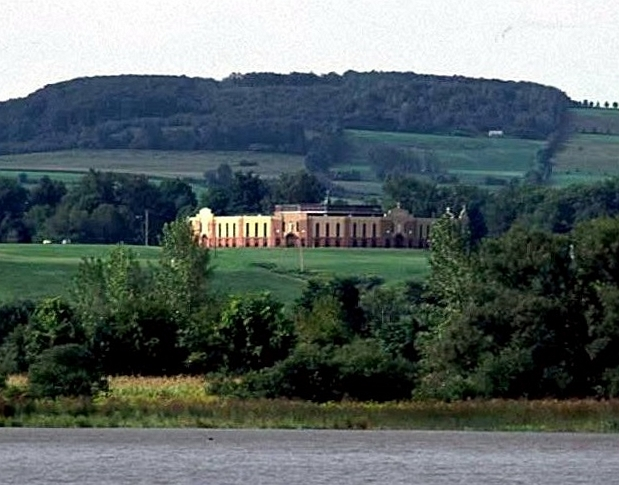
Monument voor de gemartelde jezuïet bij Auriesville. Op de voorgrond de rivier de Mohawk

In 1643 trouwde hij met Antonia Slaaghboom (= Teuntje Joriaens). Zij zou de weduwe zijn geweest van Johannes Bronk, de rijke koopman naar wie het New Yorkse stadsdeel The Bronx is vernoemd. Hij vestigde zich met haar op een boerderij bij Fort Oranje (Nieuw-Nederland), niet ver van Rensselaerswijck. Rond 1646 is hij even terug in Nijkerk, samen met zijn vrouw. In 1647 vestigt hij zich definitief in Nieuw-Nederland. In 1649 hebben de erfgenamen van Kiliaen van Rensselaer nog steeds de stukken niet ingeleverd in verband met het conflict tussen Samuel Blommaert en Van Rensselaer. Arent van Corlaer is niet onwillig, maar was niet in staat de administratie van Rensselaerswijck op orde te stellen.
Hij onderhield goede relaties met de indianen en had in 1652 ook een kind bij een Indiaanse vrouw. Van Curler moest de indianen (Mohikanen) overreden hun wapens weer te gebruiken voor de beverjacht en niet op elkaar.
In 1661 vestigde hij zich in Beverwijck. In 1662 stichtte hij met zijn achterneef Jeremias, een zoon van Kiliaen van Rensselaer, en met 13 andere families een kolonie (Schenectady), aan de oevers van de Mohawk in de huidige Amerikaanse staat New York. Acht van veertien nieuwe eigenaren waren bonthandelaar geweest. Een van hen was een halfbloed, die Mohawk sprak.
Tussen Van Curler en Peter Stuyvesant, de gouverneur van Nieuw Nederland, boterde het niet.
Van Curler had een zoon bij de waardin Anna Schaets, de dochter van een predikant in Beverwijck. Het kind Benoni (= zorgenkind) werd in 1663 gedoopt in een zwarte doopjurk. Het voorval en de plechtigheid leidde tot scheuring in de gemeente. De ongehuwde moeder werd uitgesloten van het avondmaal door de kerkenraad.
Hij verdronk in Lake Champlain toen hij een bezoek wilde brengen aan Alexandre de Prouville, die de indianen probeerde over te halen tot het katholieke geloof en ze dwong de Franse taal te leren. Onderweg moest Van Curler de Franse forten in de buurt in kaart brengen van de Engelse bevelhebber. In een storm sloeg de kano om bij Perou Bay.
Arend van Curler was populair bij de indianen. Nog tot het einde van de 17e eeuw werden alle gouverneurs van New York door hen met "Corlaer" betiteld.
In Van Curlers geboortestad Nijkerk zijn in de 21 eeuw onder andere de wijken Corlaer en Groot Corlaer naar hem vernoemd. In laatstgenoemde wijk ligt ook de middelbare school Corlaer College.

## Bron
- Bradley, J.W. (2007), Before Albany: An Archaeology of Native-Dutch Relations in the Capital Region 1600–1664.[10]

- International Standard Name Identifier: 0000 0000 4941 7772
- Library of Congress Control Number: nr2001034132
- Nederlandse Thesaurus van Auteursnamen: 301858586
- Virtual International Authority File: 51620587
- WorldCat: E39PBJxd6qMMq7vkx9MCPTVpyd